# Черкаси (гміна)
Гміна Черкаси — колишня (1934—1939 рр.) сільська ґміна Львівського повіту Львівського воєводства Польської республіки (1918—1939) рр.. Центром ґміни було призначене село Черкаси через наявність в ньому найбільшої кількості поляків.
1 серпня 1934 року було створено ґміну Черкаси у Львівському повіті. До неї увійшли сільські громади: Черкаси, Дмитре, Гонятиче, Горбаче, Кагуюв, Попеляни, Вербіж.
У 1934 році територія ґміни становила 58,75 км². Населення ґміни станом на 1931 рік становило 5879 осіб. Налічувалося 1143 житлових будинків.
Національний склад населення ґміни Черкаси на 1 січня 1939 року:
| село     | населення | українці-греко-католики | українці-латинники | євреї | німці | поляки |
| -------- | --------- | ----------------------- | ------------------ | ----- | ----- | ------ |
| Черкаси  | 500       | 440                     |                    | 5     |       | 55     |
| Дмитре   | 1720      | 1700                    | 5                  | 10    |       | 5      |
| Гонятичі | 550       | 500                     | 20                 | 10    |       | 20     |
| Горбачі  | 1045      | 940                     | 70                 | 5     |       | 30     |
| Кагуїв   | 510       | 495                     |                    |       | 10    | 5      |
| Попеляни | 610       | 605                     | 5                  |       |       |        |
| Вербіж   | 1420      | 1380                    | 15                 | 10    | 5     | 10     |
| Загалом  | 6355      | 6060                    | 115                | 40    | 15    | 125    |
| Відсотки | 100%      | 95,36%                  | 1,81%              | 0,63% | 0,24% | 1,97%  |

Публіковані ж у результатах перепису 1931 року цифри про наявність 4% поляків були щонайменше удвічі завищеними.
Ґміна зайнята 12 вересня 1939 року 1-шою гірськопіхотною дивізією. Відповідно до Пакту Молотова — Ріббентропа 23 вересня територія ґміни була передана німцями радянським військам. Ґміна ліквідована у 1940 році у зв'язку з утворенням Щирецького району.